# Clinical Data Repository
Ein Clinical Data Repository (CDR) ist eine Zusammenstellung granularer, patientenbezogener Gesundheitsdaten.

## Zweck und Funktionsweise
Die Daten werden in der Regel aus IT-Systemen mit mehreren Quellen gesammelt und sollen für verschiedene Zwecke (Krankenhaus selbst, Forschung, Datenaustausch) verwendet werden. Ein CDR hat besondere Fähigkeiten im Bereich der Interoperabilität, da es Daten aus unterschiedlichen Systemen entgegennehmen muss (z. B. Health Level 7, DICOM) und da die Daten semantisch annotiert sein müssen (z. B. ICD-10, Operationen- und Prozedurenschlüssel, SNOMED, LOINC), also dass alle Systeme inhaltlich das gleiche unter einer übertragenen Information verstehen, wie sie ursprünglich gedacht war.
Da ein CDR für unterschiedlichste Verwendungszwecke gedacht ist und herstellerneutral sein sollte, ist die Datenhaltungsschicht von klinischen Applikationen in der Regel kein CDR.